# Hudsonville
Hudsonville es una ciudad ubicada en el condado de Ottawa en el estado estadounidense de Míchigan. En el Censo de 2010 tenía una población de 7116 habitantes y una densidad poblacional de 663,97 personas por km².

## Geografía
Hudsonville se encuentra ubicada en las coordenadas 42°51′48″N 85°51′44″O / 42.86333, -85.86222. Según la Oficina del Censo de los Estados Unidos, Hudsonville tiene una superficie total de 10.72 km², de la cual 10.71 km² corresponden a tierra firme y (0.02%) 0 km² es agua.

## Demografía
Según el censo de 2010, había 7116 personas residiendo en Hudsonville. La densidad de población era de 663,97 hab./km². De los 7116 habitantes, Hudsonville estaba compuesto por el 94.27% blancos, el 1.53% eran afroamericanos, el 0.35% eran amerindios, el 0.82% eran asiáticos, el 0% eran isleños del Pacífico, el 1.35% eran de otras razas y el 1.69% pertenecían a dos o más razas. Del total de la población el 3.22% eran hispanos o latinos de cualquier raza.